# Bernard Cornwell
Bernard Cornwell (ur. 23 lutego 1944 w Londynie) – brytyjski pisarz, autor thrillerów i powieści historycznych, mieszkający na stałe w USA.

## Życiorys
Jego matka była Angielką, zaś ojciec kanadyjskim lotnikiem. W dzieciństwie został adoptowany przez angielską rodzinę. Karierę zaczynał jako dziennikarz BBC. Zakochał się w Amerykance i wyjechał do Stanów Zjednoczonych. Nie uzyskawszy pozwolenia na pracę, zajął się pisaniem – tylko to zajęcie nie wymagało posiadania zielonej karty.

## Twórczość
Najbardziej znanym cyklem powieści Bernarda Cornwella są przygody angielskiego żołnierza Richarda Sharpe’a, rozgrywające się w czasach napoleońskich. Ukazało się dotąd 21 powieści oraz 3 zbiory opowiadań, wydanych w ponad 10 milionach egzemplarzy. Pomysł na Sharpe’a zrodził się w zimie 1980 roku. Początkowo autor zakładał, że napisze dziesięć lub jedenaście książek, jednak czytelnicy skłonili go do kontynuacji serii.
Najpierw powstały powieści opisujące przygody bohatera w Europie (różne kampanie europejskie odbywające się na przestrzeni 12 lat). Następnie Cornwell opisał wcześniejsze dzieje Sharpe’a w Indiach. W latach 90. XX wieku telewizja ITV plc wyprodukowała serię 15 filmów na podstawie tych powieści, pokazaną w wielu krajach, w tym Polsce. Odtwórcą roli Sharpe’a został Sean Bean.
Cornwell z reguły osadza Sharpe’a w centrum ważnych i przełomowych wydarzeń związanych z wojnami napoleońskimi. Autor trzyma się zasady, że wszędzie tam, gdzie był książę Wellington (dowódca spod Waterloo), pojawia się też bohater książek. Na końcu każdego tomu przygód znajduje się nota informacyjna, oddzielająca tło historyczne od wydarzeń fikcyjnych.
Richard Sharpe jest człowiekiem z krwi i kości – nie gardzi zarobkiem na boku, pomaga przyjaciołom, a płeć przeciwna nie jest mu obojętna, co ma przemożny wpływ na jego losy. Mimo niskiego urodzenia, pnie się do góry dzięki własnym talentom i sprytowi.
Bernard Cornwell, zachęcony sukcesem przygód Sharpe’a, stworzył jeszcze inne cykle powieści historycznych. Na historii Sasów walczących z wikingami w IX wieku oparty jest cykl o przygodach Uthreda (obecnie 13 tomów). Czwarta część tego cyklu znalazła się w 2008 roku w pierwszej dziesiątce bestsellerów New York Times w USA. Z kolei trylogia o poszukiwaniu świętego Graala, rozgrywająca się w czasie wojny stuletniej, opowiada historię angielskiego łucznika. Bierze udział w wojnie Francji z Anglią, m.in. w trakcie słynnej bitwy pod Crécy w 1346 roku.
Dzięki udanemu mariażowi historii i fikcji Bernard Cornwell stał się w krajach anglosaskich jednym z najpoczytniejszych autorów powieści historycznych.
W dowód uznania dla jego twórczości królowa Elżbieta II z okazji swoich 80. urodzin w czerwcu 2006 r. nadała Bernardowi Cornwellowi Order Imperium Brytyjskiego IV klasy (OBE).

### W Polsce ukazały się następujące książki Cornwella

#### Kampanie Richarda Sharpe’a
- Trafalgar, Warszawa: Instytut Wydawniczy Erica 2007.
- Łupy, Warszawa: Instytut Wydawniczy Erica 2007.
- Tygrys, Warszawa: Instytut Wydawniczy Erica 2008.
- Triumf, Warszawa: Instytut Wydawniczy Erica 2011.
- Forteca, Warszawa: Instytut Wydawniczy Erica 2012.
- Strzelcy, Warszawa: Instytut Wydawniczy Erica 2012.
- Spustoszenie, Warszawa: Instytut Wydawniczy Erica 2013.

Tygrys opowiada historię walk prowadzonych przez Anglików w Indiach. Oblężenie Seringapatam było ważnym elementem ugruntowania brytyjskiego panowania w tej części świata. Przeciwnikiem Sharpe’a (który dopiero zaczyna swoją wojskową karierę), jak i całej armii Jej Królewskiej Mości, jest słynny Tipu Sultan. Chronologicznie „Tygrys” jest pierwszą książką otwierającą cały cykl przygód.
Trafalgar to bitwa morska; prawie cała akcja książki rozgrywa się na morzu. Wracając z Indii do Europy Sharpe wplątuje się w romans z zamężną Lady Grace. Statek, którym podróżują, pada łupem francuskiego pirata. Kulminacja zdarzeń ma miejsce właśnie pod Trafalgarem.
Łupy opisują przygody Richarda Sharpe’a w dwa lata po Trafalgarze. Chce odejść z armii brytyjskiej, ale dla pieniędzy zgadza się uczestniczyć w szpiegowskiej misji w Kopenhadze. Duńczycy posiadają okręty, które stanowią łakomy kąsek dla Francuzów. Anglicy, mimo neutralności Kopenhagi, zdecydowani są je zniszczyć, aby Francja nie mogła odbudować swojej floty wojennej. Następuje atak floty brytyjskiej na Kopenhagę, po którym Dania przechodzi na stronę Francji. Sharpe jest w tym czasie w mieście i walczy o swoje życie z brytyjskim zdrajcą, który przeszedł na stronę Francuzów. Nawiązuje tam romans z córką duńskiego stronnika Wielkiej Brytanii.

#### Trylogia Świętego Graala
- Hellequin. Jeźdźcy z piekieł: Instytut Wydawniczy Erica 2008.
- Wagabunda: Polski Instytut Wydawniczy 2009.
- Heretyk: Instytut Wydawniczy Erica 2011.

#### Trylogia arturiańska
- Zimowy monarcha, Warszawa, Wydawnictwo DaCapo 1997.; Instytut Wydawniczy ERICA, ISBN 978-83-62329-00-7.
- Nieprzyjaciel Boga, Warszawa, Wydawnictwo DaCapo 1999.; Instytut Wydawniczy ERICA, ISBN 978-83-62329-06-9.
- Excalibur, Warszawa, DaCapo 2000.; Instytut Wydawniczy ERICA, ISBN 978-83-62329-11-3.

#### Wojny wikingów
- Ostatnie królestwo (Instytut Wydawniczy Erica 2010)
- Zwiastun burzy (Instytut Wydawniczy Erica 2011)
- Panowie Północy (Instytut Wydawniczy Erica 2012)
- Pieśń Miecza (Instytut Wydawniczy Erica 2013)
- Płonące ziemie (Instytut Wydawniczy Erica 2015)

#### Pozostałe
- Kanalia, Warszawa: Amber 1994; wydana również pod tytułem „Łotr”, Warszawa: Bellona 2012, ISBN 978-83-11-12369-4.
- Sankcja, Warszawa: Amber 1995.
- Śmiercionośny jacht: Warszawa: Amber 1995.
- Władca mórz, Warszawa: Amber 1995; wydana również pod tytułem „Lord Morski”, Warszawa: Bellona 2012, ISBN 978-83-11-12248-2.
- Pieśń łuków. Azincourt, Esprit 2009, ISBN 978-83-60040-90-4.
- Złodziej z szafotu, Warszawa: Bellona 2012, ISBN 978-83-11-12206-2.
- Fort nad zatoką, Warszawa: Bellona 2012, ISBN 978-83-11-12285-7.
- 1356, Warszawa: Bellona 2015,

### Powieści i opowiadania
Bernard Cornwell jest autorem następujących powieści oraz opowiadań:
| Lp.                                            | Tytuł oryginalny                                 | Tytuł polski                                   | Wydanie polskie i numer ISBN                                                                                 |
| Cykl Sharpe Books – Kampanie Richarda Sharpe’a | Cykl Sharpe Books – Kampanie Richarda Sharpe’a   | Cykl Sharpe Books – Kampanie Richarda Sharpe’a | Cykl Sharpe Books – Kampanie Richarda Sharpe’a                                                               |
| ---------------------------------------------- | ------------------------------------------------ | ---------------------------------------------- | --- |
| 1.                                             | Sharpe’s Tiger (1997)                            | Tygrys                                         | 2007 (Instytut Wydawniczy Erica); ISBN 978-83-89700-63-6                                                     |
| 2.                                             | Sharpe’s Triumph (1998)                          | Triumf                                         | 2011 (Instytut Wydawniczy Erica); ISBN 978-83-62329-23-6                                                     |
| 3.                                             | Sharpe’s Fortress (1999)                         | Forteca                                        | 2012 (Instytut Wydawniczy Erica); ISBN 978-83-62329-49-6                                                     |
| 4.                                             | Sharpe’s Trafalgar (2000)                        | Trafalgar                                      | 2007 (Instytut Wydawniczy Erica); ISBN 978-83-89700-57-5                                                     |
| 5.                                             | Sharpe’s Prey (2001)                             | Łupy                                           | 2007 (Instytut Wydawniczy Erica); ISBN 978-83-89700-60-5                                                     |
| 6.                                             | Sharpe’s Rifles (1988)                           | Strzelcy                                       | 2012 (Instytut Wydawniczy Erica); ISBN 978-83-62329-61-8                                                     |
| 7.                                             | Sharpe’s Havoc (2003)                            | Spustoszenie                                   | 2013 (Instytut Wydawniczy Erica); ISBN 978-83-62329-83-0                                                     |
| 8.                                             | Sharpe’s Eagle (1981)                            |                                                | |
| 9.                                             | Sharpe’s Gold (1981)                             |                                                | |
| 10.                                            | Sharpe’s Escape (2004)                           |                                                | |
| 11.                                            | Sharpe’s Fury (2006)                             |                                                | |
| 12.                                            | Sharpe’s Battle (1995)                           |                                                | |
| 13.                                            | Sharpe’s Company (1982)                          |                                                | |
| 14.                                            | Sharpe’s Command (2023)                          |                                                | |
| 15.                                            | Sharpe’s Sword (1983)                            |                                                | |
| 15.1                                           | Sharpe’s Skirmish (1999) (wyd. poprawione 2002)  |                                                | |
| 16.                                            | Sharpe’s Enemy (1984)                            |                                                | |
| 17.                                            | Sharpe’s Honour (1985)                           |                                                | |
| 18.                                            | Sharpe’s Regiment (1986)                         |                                                | |
| 18.1                                           | Sharpe’s Christmas (1994) (wyd. poprawione 2003) |                                                | |
| 19.                                            | Sharpe’s Storm (2024)                            |                                                | |
| 20.                                            | Sharpe’s Siege (1987)                            |                                                | |
| 21.                                            | Sharpe’s Revenge (1989)                          |                                                | |
| 22.                                            | Sharpe’s Waterloo (1990)                         |                                                | |
| 23.                                            | Sharpe’s Assassin (2021)                         |                                                | |
| 23.1                                           | Sharpe’s Ransom (1994) (wyd. poprawione 2003)    |                                                | |
| 24.                                            | Sharpe’s Devil (1984)                            |                                                | |
| Cykl Saxon Stories – Wojny Wikingów            |                                                  |                                                | |
| 1.                                             | The Last Kingdom (2004)                          | Ostatnie Królestwo                             | 2010 (Instytut Wydawniczy Erica); ISBN 978-83-62329-07-6; 2019 (Wydawnictwo Otwarte); ISBN 978-83-7515-495-5 |
| 2.                                             | The Pale Horseman (2005)                         | Zwiastun Burzy                                 | 2011 (Instytut Wydawniczy Erica); ISBN 978-83-62329-20-5; 2019 (Wydawnictwo Otwarte); ISBN 978-83-7515-528-0 |
| 3.                                             | The Lords of North (2006)                        | Panowie Północy                                | 2012 (Instytut Wydawniczy Erica); ISBN 978-83-62329-50-2; 2019 (Wydawnictwo Otwarte); ISBN 978-83-7515-529-7 |
| 4.                                             | Sword Song (2007)                                | Pieśń Miecza                                   | 2013 (Instytut Wydawniczy Erica); ISBN 978-83-62329-72-4; 2019 (Wydawnictwo Otwarte); ISBN 978-83-7515-530-3 |
| 5.                                             | The Burning Land (2009)                          | Płonące ziemie Płonące Ziemie                  | 2015 (Instytut Wydawniczy Erica); ISBN 978-83-64185-92-2; 2019 (Wydawnictwo Otwarte); ISBN 978-83-7515-531-0 |
| 6.                                             | Death of Kings (2011)                            | Śmierć Królów                                  | 2019 (Wydawnictwo Otwarte); ISBN 978-83-7515-560-0                                                           |
| 7.                                             | The Pagan Lord (2013)                            | Pogański Pan                                   | 2019 (Wydawnictwo Otwarte); ISBN 978-83-7515-563-1                                                           |
| 8.                                             | The Empty Throne (2014)                          | Pusty Tron                                     | 2019 (Wydawnictwo Otwarte); ISBN 978-83-7515-564-8                                                           |
| 9.                                             | Warriors of the Storm (2015)                     | Wojownicy burzy                                | 2019 (Wydawnictwo Otwarte); ISBN 978-83-7515-565-5                                                           |
| 10.                                            | The Flame Bearer (2016)                          | Strażnik ognia                                 | 2019 (Wydawnictwo Otwarte); ISBN 978-83-7515-566-2                                                           |
| 11.                                            | War of the Wolf (2018)                           | Wojna Wilka                                    | 2019 (Wydawnictwo Otwarte); ISBN 978-83-8135-011-2                                                           |
| 12.                                            | Sword of Kings (2019)                            | Miecz królów                                   | 2019 (Wydawnictwo Otwarte); ISBN 978-83-8135-017-4                                                           |
| 13.                                            | War Lord (2020)                                  | Pan wojny                                      | 2021 (Wydawnictwo Otwarte), ISBN 978-83-813-5103-4                                                           |
| Cykl Grail Quest – Trylogia Świętego Graala    |                                                  |                                                | |
| 1.                                             | Harlequin (2000)                                 | Hellequin. Jeźdźcy z piekieł                   | 2008 (Instytut Wydawniczy Erica); ISBN 978-83-89700-75-9                                                     |
| 2.                                             | Vagabond (2002)                                  | Wagabunda                                      | 2009 (Instytut Wydawniczy Erica); ISBN 978-83-89700-83-4                                                     |
| 3.                                             | Heretic (2003)                                   | Heretyk                                        | 2011 (Instytut Wydawniczy Erica); ISBN 978-83-62329-42-7                                                     |
| Cykl The Artur Books – Trylogia arturiańska    |                                                  |                                                | |
| 1.                                             | The Winter King (1995)                           | Zimowy Monarcha                                | 1997 (Wydawnictwo DaCapo); ISBN 83-7157-394-4(Instytut Wydawniczy Erica); ISBN 978-83-62329-00-7             |
| 2.                                             | Enemy of God (1996)                              | Nieprzyjaciel Boga                             | 1999 (Wydawnictwo DaCapo); ISBN 83-7157-343-X(Instytut Wydawniczy Erica); ISBN 978-83-62329-06-9             |
| 3.                                             | Excalibur (1997)                                 | Excalibur                                      | 2000 (Wydawnictwo DaCapo); ISBN 978-83-7157-584-6(Instytut Wydawniczy Erica); ISBN 978-83-62329-11-3         |
| Starbuck Chronicles                            |                                                  |                                                | |
| 1.                                             | Rebel (1993)                                     |                                                | |
| 2.                                             | Copperhead (1994)                                |                                                | |
| 3.                                             | Battle Flag (1995)                               |                                                | |
| 4.                                             | The Bloody Ground (1996)                         |                                                | |
| Thrillery                                      |                                                  |                                                | |
| 1.                                             | Wildtrack (1988)                                 | Śmiercionośny jacht                            | 1995 (Amber); ISBN 83-7082-952-X                                                                             |
| 2.                                             | Sea Lord (1989)                                  | Władca Mórz Lord Morski                        | 1995 (Amber); ISBN 83-7082-772-12012 (Bellona); ISBN 978-83-11-12248-2                                       |
| 3.                                             | Crackdown (1990)                                 | Sankcja                                        | 1995 (Amber); ISBN 83-7082-758-6                                                                             |
| 4.                                             | Stormchild (1991)                                | Wyspa Cierpień                                 | 1995 (Amber); ISBN 83-7082-871-X                                                                             |
| 5.                                             | Scoundrel (1992)                                 | Kanalia Łotr                                   | 1994 (Amber); ISBN 83-7082-692-X2012 (Bellona); ISBN 978-83-11-12369-4                                       |
| Pozostałe powieści                             |                                                  |                                                | |
| 1.                                             | A Crowning Mercy (1983)                          |                                                | |
| 2.                                             | Fallen Angels (1984)                             |                                                | |
| 3.                                             | Redcoat (1987)                                   |                                                | |
| 4.                                             | Stonehenge (1999)                                |                                                | |
| 5.                                             | Gallows Thief (2001)                             | Złodziej z szafotu                             | 2012 (Bellona); ISBN 978-83-11-12206-2                                                                       |
| 6.                                             | Agincourt (2008)                                 | Pieśń łuków. Azincourt                         | 2009 (Esprit); ISBN 978-83-60040-90-4                                                                        |
| 7.                                             | The Fort (2010)                                  | Fort nad zatoką                                | 2012 (Bellona); ISBN 978-83-11-12285-7                                                                       |
| 8.                                             | 1356 (2012)                                      | 1356                                           | 2015 (Bellona)                                                                                               |